# Fastimysia viastellata
Fastimysia viastellata is een tweekleppigensoort uit de familie van de Galeommatidae. De wetenschappelijke naam van de soort is voor het eerst geldig gepubliceerd in 1909 door Hedley.